# Aygut
Aygut (in armeno Այգուտ?, in passato Gyolkend) è un comune dell'Armenia di 1 045 abitanti (2009) della provincia di Gegharkunik.